# Rozgonyi György (jégkorongozó)
Rozgonyi György (Budapest, 1943. május 31. –) válogatott magyar jégkorongozó, edző.

## Játékos pályafutása

### Vörös Meteor
A Vörös Meteor csapatában 1960 tavaszán mutatkozhatott be a felnőttek között a bajnokság utáni barátságos mérkőzéseken és a Felszabadulási Kupában. A következő szezontól a csapatban már stabil játékosként vette figyelembe Czerva László edző, és a Meteor – amely a bajnokságban a második helyet szerezte meg – egyik legeredményesebb játékosa lett. 1961 februárjában egy bukaresti tornán tagja lett a Budapest-válogatott keretének (amely a nevén kívül azonos értékű volt a magyar válogatottal).
Az 1961–62-es bajnoki szezonban a Vörös Meteor csak a 4. helyen végzett, de Rozgonyi így is biztos tagja volt a válogatottnak. Részt vett a válogatott szezon előtti csehszlovákiai felkészülési túráján és a szezon szinte összes meccsén. A következő bajnokságban A Vörös Meteorral megszerezte egyetlen bajnoki címét és a bajnokság góllövőlistájának élcsoportjában végzett. A bajnokság után élete első vb-jén szerepelt Stockholmban. A csapat a C csoport 2. helyével az olimpiára kvalifikálta magát. Rozgonyi a válogatott legeredményesebb játékosa lett a tornán.
Az 1963–64-es szezonban, bár a VM jól kezdett és megnyerte az alapszakaszt, a 4 csapatos rájátszásban már nem tudott beleszólni az érmekért vívott harcba, így a negyedik helyen végzett. A csapat az első alkalommal kiírt MNK-ban kárpótolta magát. A VM a döntőbe került, ahol az Újpest ellen Rozgonyi 3 góljával szerezte meg a kupát. A válogatott az olimpia torna selejtezőjében a szovjet csapattal került össze és 19-1-es vereséget szenvedett. A magyar gólszerzőről megoszlanak a nemzetközi sportújságok beszámolói. Említik Zsitva Viktort és Rozgonyi Györgyöt is. De Zsitva egy későbbi nyilatkozatában egyértelművé tette, hogy a gólt az ő passzából Rozgonyi szerezte. A csapat 16. lett.
A következő bajnokságban A VM azonos pontszámmal, de ismét lemaradt a dobogóról. Az OB I legeredményesebb gólszerzője Rozgonyi György lett. A válogatott selejtezőn vívta ki a B csoportos vb szereplést, ahol a 4. helyen végzett (ez a 12. helyet jelentette akkor a világon). Rozgonyi 4 góllal járult hozzá a sikerhez. Az 1965–66-os bajnokságban a Meteor ismét lemaradt a dobogóról. A vb-n Rozgonyi ezúttal is a legeredményesebb magyar játékosok között volt. Szerepelt a téli universiadén 7. helyezést szerzett magyar csapatban.

### BVSC
Az 1966–67-es bajnokság előtt a BVSC-hez igazolt. De a bajnokságban az akkori szabályoknak megfelelően, csak egy év kihagyás után szerepelhetett, így január 30-án léphetett újra jégre a bajnokságra is esélyes vasutas csapatban. A szezon rendkívül rövid volt számára, ugyanis a február 1-jén lejátszott második mérkőzése után, sérülés miatt már nem játszhatott többet. A következő bajnoki szezon (talán a sok kihagyás és a sérülés miatt) elmaradt a korábbiaktól. A góllövőlistán nem jutott be a legjobb 10 közé és a BVSC is lemaradt dobogó első két fokáról. A válogatott – amely ebben a szezonban az olimpia miatt csak barátságos mérkőzéseket játszott – keretének továbbra is tagja volt.
Az 1968–69-es szezonban az ezüstérmes BVSC egyik legjobbja volt, a bajnokság 5. legjobb gólszerzője lett. A válogatott csapat a skopjei C vb-n nem tudta kivívni a feljutást. Rozgonyi a ismét a legeredményesebb magyar volt és a kanadaitáblázaton is jegyzett helyen végzett. Ezen a vb-n játszotta utolsó válogatott meccsét. 1969. március 2-án Hollandia ellen négy góllal búcsúzott a címeres meztől. A következő évad után a jégkorongozást is befejezte. A sportágban utánpótlás edzőként folytatta tovább

### Visszatérés
Az Újpesti Dózsában fiatalokkal foglalkozó Rozgonyi 1974-ben egy szezonra visszatért az OB I.-be a Dózsa játékosaként. Majd 3 év kihagyás után, az 1978-ban elinduló másodosztályú bajnokságban induló Pomáz csapatában szerepelt hét szezonon át, 1985-ig. Ezen időszak alatt négy alkalommal lett csapatával OB II.-es bajnok.
AZ 1985–86-os bajnokságban felduzzasztották az OB I-es csapatok számát. Az új résztvevők (Dunaújvárosi Kohász, Jászberényi Lehel, Miskolci Kinizsi) legalább egy sornyi, rutinos, de az OB I-ben már nem szereplő játékost igazoltak le. Rozgonyi György a Miskolc csapatában szerepelt két szezonon keresztül.

## Edzőként
- A 70-es években az Újpesti Dózsában nevelőedző
- Ifi válogatott szövetségi kapitánya: 1981–1985
- Junior válogatott szövetségi kapitány: 1982–1983, 1984–1985

## Hall of Fame – Hírességek csarnoka
A Magyar Jégkorong Szövetség a 2011-es budapesti rendezésű Divízió I-es világbajnokság alatt avatta fel a honi Hírességek Csarnokát. Az MJSZ Történeti Bizottsága által összeállított névsor a magyar jégkorong 1927 óta íródó történelméből válogatott legendás alakjait foglalja magába. Kezdésként huszonkét kiváló sportoló, játék-, illetve sportvezető került be a magyar hoki Hall of Fame-jébe – tizenegy élő, illetve tizenegy már elhunyt személy.
2013-ban, az itthon megrendezett IIHF Divízió I/A Jégkorong-világbajnokság alatt az élők közül Babán József és Rozgonyi György, az elhunytak közül pedig Buzás György és Szamosi Ferenc avattatott Hírességek Csarnoka taggá.